# Haliplus bierigi
Haliplus bierigi är en skalbaggsart som beskrevs av Guignot 1936. Haliplus bierigi ingår i släktet Haliplus och familjen vattentrampare. Inga underarter finns listade i Catalogue of Life.